# Nogent-le-Bernard
Nogent-le-Bernard è un comune francese di 941 abitanti situato nel dipartimento della Sarthe nella regione dei Paesi della Loira.

## Società

### Evoluzione demografica
Abitanti censiti